# Mieczysław Stolarczyk
Mieczysław Stolarczyk – polski politolog, dr hab. nauk humanistycznych, profesor nadzwyczajny Instytutu Nauk Politycznych Wydziału Nauk Społecznych Uniwersytetu Śląskiego, oraz Katedry Stosunków Międzynarodowych Wydziału Zamiejscowego w Chorzowie Wyższej Szkoły Bankowej w Poznaniu.

## Życiorys
Obronił pracę doktorską, 24 czerwca 1996 habilitował się na podstawie pracy zatytułowanej Podział i zjednoczenie Niemiec jako elementy ładów europejskich po drugiej wojnie światowej. 3 lipca 2012 nadano mu tytuł profesora w zakresie nauk humanistycznych. Został zatrudniony na stanowisku profesora w Wyższej Szkole Ekonomii i Administracji w Bytomiu, oraz w Wyższej Szkole Ekonomicznej i Humanistycznej w Bielsku-Białej.
Objął funkcję profesora nadzwyczajnego Instytutu Nauk Politycznych Wydziału Nauk Społecznych Uniwersytetu Śląskiego, oraz Katedry Stosunków Międzynarodowych Wydziału Zamiejscowego w Chorzowie Wyższej Szkoły Bankowej w Poznaniu.
Obwiniał prawicowy populizm za złe stosunki polsko-rosyjskie.

## Książki
- Rosja w polityce zagranicznej Polski w latach 1992-2015, UŚ, 2017